# David Alan Harvey
David Alan Harvey (ur. 1944 w San Francisco) – amerykański fotograf, były członek agencji fotograficznej Magnum i wieloletni współpracownik magazynu National Geographic.
W październiku 2020 r. Członkostwo Harveya w Magnum zostało zawieszone z powodu toczącego się przeciwko niemu dochodzenia w sprawie zarzutów o molestowanie. Po drugim, prywatnym, dochodzeniu w sprawie zarzutów o przestępstwa seksualne przeciwko Harveyowi, Magnum głosowało za usunięciem go ze stanowiska. Harvey zrezygnował, zanim zarząd odbył ostateczne spotkanie w tej sprawie.
David Alan Harvey jest absolwentem (1969 rok) wydziału dziennikarstwa Uniwersytetu Missouri. Mając dwadzieścia lat dokumentował życie czarnych rodzin w Norfolk w Wirginii, czego rezultatem był album Tell It Like opublikowany w 1966 roku.
W 1978 roku otrzymał tytuł magazynowego fotografa roku (Magazine Photographer of the Year) od National Press Photographers Association.
Jest wieloletnim współpracownikiem i korespondentem National Geographic, dla którego stworzył dokumentacje zdjęć m.in. z upadku berlińskiego muru, pozostałości kultury Majów, z Wietnamu, zdjęcia rdzennych Amerykanów, z Meksyku i Nepalu. Jest autorem dwóch książek: Cuba and Divided Soul – opisującej początki migracji hiszpańskiej kultury do Ameryki oraz Living Proof (2007) – opisującej kulturę hip-hop.
Jego prace były wystawiane w Corcoran Gallery of Art, the Nikon Gallery, the Museum of Modern Art w Nowym Jorku i Virginia Museum of Fine Arts.

## Nagrody
- 2005 – Photographer of the Year, PMDA (PhotoImaging Manufacturers and Distributors Association)
- 1978 – Magazine Photographer of the Year, National Press Photographer’s Association

## Publikacje
- 2012 – "(based on a true story)", wyd. BurnBooks, USA
- 2003 – Divided Soul, wyd. Phaidon Press, UK, USA
- 1999 – Cuba, wyd. National Geographic Society, USA
- 1981 – America’s Atlantic Isles, wyd. National Geographic Society, USA
- 1981 – Virginia, wyd. Graphic Arts Center, USA
- 1977 – The Mysterious Maya, wyd. National Geographic Society, USA